# Morrowville
Morrowville es una ciudad ubicada en el condado de Washington en el estado estadounidense de Kansas. En el año 2010 tenía una población de 	155 habitantes y una densidad poblacional de 387,5 personas por km².

## Geografía
Morrowville se encuentra ubicada en las coordenadas 39°50′38″N 97°10′20″O / 39.84389, -97.17222 (39.843829, -97.172337).

## Demografía
Según la Oficina del Censo en 2000 los ingresos medios por hogar en la localidad eran de $26,786 y los ingresos medios por familia eran $32,500. Los hombres tenían unos ingresos medios de $22,813 frente a los $16,250 para las mujeres. La renta per cápita para la localidad era de $12,133. Alrededor del 9.1%  de la población estaban por debajo del umbral de pobreza.